# Маккинон, Симон Джейд
Симон Джейд Маккинон (англ. Simmone Jade Mackinnon; род. 19 марта 1973, Маунт-Айза) — австралийская актриса.

## Биография
Симон Джейд Маккинон родилась 19 марта 1973 года в Маунт-Айзе, Квинсленд, Австралия, в семье с шотландскими корнями. У неё есть брат Робби и сестра Ким.
Симон дебютировала на телевидении в 1988 году. С 1993 по 1995 год исполняла ведущую роль в австралийской версии мюзикла «Кошки». С 1999 по 2000 год снималась в сериале «Спасатели Малибу». В 2001 году сыграла роль Ильдико в мини-сериале «Аттила-завоеватель». С 2003 по 2009 год снималась в сериале «Дочери Маклеода». В 2012 году снималась в мыльной опере «Соседи».

## Личная жизнь
С июня 2004 до 2006 года была помолвлена с Джейсоном Момоа. В настоящее время живёт с Домиником Джеймсом, от которого 19 марта 2010 года родила сына Мэдигана.

## Фильмография
| Год       |    | Русское название                 | Оригинальное название                | Роль               |
| --------- | -- | -------------------------------- | ------------------------------------ | ------------------ |
| 1988      | ф  | Кое-что о любви                  | Something About Love                 | терапевт           |
| 1996      | ф  | Их поменяли телами               | Dating the Enemy                     | ассистент врача    |
| 1997      | с  | Чародей: Страна Великого Дракона | Spellbinder: Land of the Dragon Lord | девушка            |
| 1997      | ф  | Пыль с крыльев                   | Dust Off the Wings                   | Мел                |
| 1998      | с  | Водяные крысы                    | Water Rats                           | Бьяна Мэтиас       |
| 1998—1999 | с  | Все святые                       | All Saints                           | Кимберли Вудс      |
| 1999      | с  | Затерянный мир                   | The Lost World                       | Элара              |
| 1999—2000 | с  | Спасатели Малибу                 | Baywatch                             | Элли Рис           |
| 2001      | с  | Аттила-завоеватель               | Attila                               | Н’Кара/Илдико      |
| 2002      | в  | Питон 2                          | Python 2                             | Надя               |
| 2003      | тф | Батисфера                        | Deep Shock                           | доктор Энн Флетчер |
| 2003      | в  | Тёмные воды                      | Dark Waters                          | Робин Тёрнер       |
| 2003—2009 | с  | Дочери Маклеода                  | McLeod's Daughters                   | Стиви Халл Райан   |
| 2006      | в  | Подчинение                       | Submission                           | Доминик            |
| 2009      | с  | Срез                             | The Cut                              | Доминика Блейн     |
| 2009      | с  | Спецотдел по спасению            | Rescue Special Ops                   | Фиона Чарльтон     |
| 2010      | с  | Отдел убийств                    | City Homicide                        | Лиз Чисхольм       |
| 2012      | с  | Соседи                           | Neighbours                           | Зои Александер     |

## Награды и номинации
| Год  | Награда      | Категория                                              | Работа          | Результат |
| ---- | ------------ | ------------------------------------------------------ | --------------- | --------- |
| 2004 | Logie Awards | Самая популярная новая актриса                         | Дочери Маклеода | Номинация |
| 2007 | Logie Awards | Самая популярная актриса                               | Дочери Маклеода | Номинация |
| 2007 | Logie Awards | Самая популярная личность на австралийском телевидении | Дочери Маклеода | Номинация |
| 2008 | Logie Awards | Самая популярная актриса                               | Дочери Маклеода | Номинация |
| 2009 | Logie Awards | Самая популярная актриса                               | Дочери Маклеода | Номинация |
| 2009 | Logie Awards | Самая популярная личность на австралийском телевидении | Дочери Маклеода | Номинация |